# Charles Delhommeau
Pour les articles homonymes, voir Delhommeau.
Charles Delhommeau, né le 29 mars 1883 à Paris où il est mort le 5 décembre 1970, est un sculpteur français.

## Biographie
Charles Delhommeau naît le 29 mars 1883 à Paris. Après un brève carrière de portraitiste en bustes, il devient animalier avec la particularité que les fauves observés le sont en captivité.
Il expose régulièrement au Salon de la Société Nationale des Beaux-Arts, dont il devient membre associé en 1913 et membre à part entière en 1932. Il est fait chevalier de la Légion d'honneur.
Charles Delhommeau meurt en décembre 1970,.